# Sorin-Theodor Botnaru
Sorin-Theodor Botnaru (n. 29 octombrie 1949) a fost un deputat român în legislatura 1990-1992, ales în municipiul București pe listele partidului FSN. În cadrul activității sale ca deputat, Sorin-Theodor Botnaru a fost membru în grupul parlamentar de prietenie cu URSS.